# هيلجا نويتزكي
هيلجا نويتزكي (بالألمانية: Helga Nowitzki)‏ (و. العقد 1940  م) هي لاعبة كرة سلة ألمانية.
و هي أم اللاعب الشهير ديرك نوفيتسكي. 